# 斯特倫奇市鎮
斯特倫奇市鎮，曾是拉脫維亞的一個市鎮，設立於2009年，位於該國東北部。人口4277人，面積376平方公里，人口密度約11人/km2。
2021年7月1日，斯特倫奇市鎮与其它市镇一起合并为瓦尔米耶拉市镇。

## 外部連結
- 瓦尔米耶拉市镇官方網站 （页面存档备份，存于） （拉脱维亚文） （英文）